# سی و هفتمین جشنواره جهانی فیلم فجر
سی و هفتمین جشنوارهٔ جهانی فیلم فجر از ۲۹ فروردین تا ۶ اردیبهشت ۱۳۹۸ در شهر تهران برگزار شد. این جشنواره از سال ۱۳۹۳ به صورت مستقل از جشنوارهٔ فجر برگزار می‌شود. دبیر جشنواره رضا میرکریمی بود و سیمرغ زرین بهترین فیلم به جوان روس اثر الکساندر زولوتوخین تعلق گرفت.
پردیس چارسو سینمای رسانه (کاخ جشنواره) و سینماهای بنیاد فارابی و فلسطین دیگر سینماهای نمایش‌دهندهٔ فیلم‌های جشنواره بودند.

## هیئت داوران
در ۲۷ فروردین ۱۳۹۷ سید رضا میرکریمی در یک نشست خبری در پردیس چارسو نام داوران جشنواره را اعلام کرد. اسامی هیئت داوران بخش‌های مختلف جشنواره به این شرح است:

### سینمای سعادت
- نرگس آبیار، کاگردان و فیلمنامه‌نویس ایرانی
- پیتر فلایشمان، کارگردان آلمانی
- لابینا میتوسکا، بازیگر اهل مقدونیه
- نوید محمدزاده، بازیگر ایرانی
- مظفر اوزدمیر، بازیگر ترکیه‌ای
- مایک فان دایم، کارگردان هلندی
- وانگ ژیائوشوای، کارگردان، و فیلم‌نامه‌نویس چینی

### جلوه‌گاه شرق
- رهاب ایوب، تهیه‌کنندهٔ سوری
- روسودان گلورژیدزه، کارگردان و فیلمنامه‌نویس گرجستانی
- خسرو معصومی، کارگردان ایرانی

### بین‌الادیان
- داگلاس فالسون، نویسنده، کارگردان و تهیه‌کنندهٔ ایرلندی[۱۱]
- اینیس گیل، مدرس دانشگاه اهل پرتغال
- سید محمدحسین نواب، مدرس دانشگاه

### نت‌پک
- اعجاز گل، منتقد فیلم پاکستانی[۱۲][۱۳]
- سید غلامرضا موسوی، تهیه‌کنندهٔ ایرانی
- لاتیکا پادگائونکار، ستون‌نویس و نویسندهٔ هندی[۱۴]

### فیلم‌های اول
- عمار هادی العرادی، منتقد فیلم عراقی[۱۵]
- غسان سلهب، فیلمنامه‌نویس و کاگردان لبنانی[۱۵]
- بهروز شعیبی، بازیگر و کارگردان ایرانی

### جایزهٔ منتقدان بین‌المللی
- باربارا لوری، منتقد فیلم و روزنامه‌نگار آلمانی[۱۶]
- روبرت صافاریان، منتقد فیلم ایرانی
- سعداله رحیم‌اف، منتقد فیلم و کارگردان تاجیک[۱۷]

## فیلم‌ها

### بخش‌های اصلی
فیلم‌های زیر برای حضور در بخش‌های اصلی جشنواره انتخاب شدند:

#### سینمای سعادت
| عنوان                  | عنوان اصلی یا انگلیسی | کارگردان(ها)       | کشور                      |
| ---------------------- | --------------------- | ------------------ | ------------------------- |
| جوان روس               | Мальчик русский       | الکساندر زولوتوخین | روسیه                     |
| پناهگاهی در میان ابرها | Streha mes reve       | رابرت بودینا       | آلبانی، رومانی            |
| پیش از ژاله            | Før frosten           | مایکل نویر         | دانمارک                   |
| دلبستگی                | Belonging             | بوراک چویک         | ترکیه، کانادا، فرانسه     |
| بیله                   | Bille                 | اینارا کولمن       | لتونی، لیتوانی، جمهوری چک |
| جهان با من برقص        | جهان با من برقص       | سروش صحت           | ایران                     |
| حذف‌شده                 | Izbrisana             | میها مازینی        | اسلوونی، کرواسی، صربستان  |
| ایرینا                 | IRINA                 | نادِژدا کُزه‌وا       | بلغارستان                 |
| جوئل                   | Joel                  | کارلوس سورین       | آرژانتین                  |
| پرنده بهاری            | Spring Sparrow        | جینگژیانگ لی       | چین                       |
| مصائب شیرین ۲          | مصائب شیرین ۲         | علیرضا داودنژاد    | ایران                     |
| زغال                   | Kömür                 | اسماعیل منصف       | فرانسه و ایران            |
| واکرسدورف              | Wackersdorf           | اولیور هافنر       | آلمان                     |
| گرگ‌نما                 | Wilkołak              | آدرین پانِک         | لهستان، آلمان، هلند       |
| بیوه خاموشی            | Widow of Silence      | پراوین مورچهال     | هند                       |

#### جلوه‌گاه شرق
| عنوان                     | عنوان اصلی یا انگلیسی     | کارگردان(ها)      | کشور                |
| ------------------------- | ------------------------- | ----------------- | ------------------- |
| ۲۳ نفر                    | ۲۳ نفر                    | مهدی جعفری        | ایران               |
| امینه                     | أمينة                     | أیمن زیدان        | سوریه               |
| بازگشت به خانه            | Coming Home               | داریا شوماکوو     | روسیه، ارمنستان     |
| عبور از مرز               | 过昭关                    | هو منگ            | چین                 |
| تقاطع                     | One Two Jaga              | نام رُن            | مالزی               |
| چاه                       | Шыңырау                   | ژانابک ژتیروف     | قزاقستان            |
| شکیبایی                   | Sabot                     | رشید مالیکوف      | ازبکستان            |
| تپه‌هایی بی‌نام             | Hills Without Names       | هالل بایداروف     | آذربایجان           |
| مهمانخانه ماه نو          | Hotel New Moon            | تاکه‌فومی سوتسویی  | ایران، ژاپن         |
| بی‌حسی موضعی               | بی‌حسی موضعی               | حسین مهکام        | ایران               |
| شکستن همزمان بیست استخوان | شکستن همزمان بیست استخوان | جمشید محمودی      | افغانستان           |
| پیچ‌گوشتی                  | مفك                       | بسام جرباوی       | فلسطین، آمریکا، قطر |
| اعلان                     | Anons                     | محمود فاضل جوشکون | ترکیه، بلغارستان    |
| آهنگ درخت                 | Дарак ыры                 | آیبک داییربکوف    | قرقیزستان، روسیه    |
| جای خالی دوست             | جای خالی دوست             | محمدعلی طالبی     | ایران               |

#### جام جهان‌نما
| عنوان               | عنوان اصلی یا انگلیسی     | کارگردان(ها)                     | کشور                |
| ------------------- | ------------------------- | -------------------------------- | ------------------- |
| مترجم               | Un Traductor              | رودریگو باریوسو، سباستین باریوسو | کوبا، کانادا        |
| حیوان               | Animal                    | آرماندو بو                       | اسپانیا، آرژانتین   |
| به هنگام سقوط       | Når jeg faller            | ماگنوس مه‌یر آرنِسن                | نروژ                |
| به دور از ساحل      | Далеч от брега            | کوستادین بونِف                    | بلغارستان، اوکراین  |
| دلبند               | دلبند                     | یاسر طالبی                       | ایران               |
| رودخانه‌های عمیق     | Глубокие реки             | والدیمیر بیتوکوف                 | روسیه               |
| زمستان بی‌انتها      | Örök tél                  | آتیال ساز                        | مجارستان            |
| حمید                | Hamid                     | اعجاز خان                        | هند                 |
| خنده                | Ride                      | والریو ماستاندره‌آ                | ایتالیا             |
| سفره ماهی           | ปลากระเบนแมนตา            | پوتیپونگ آرونپنگ                 | تایلند، چین، فرانسه |
| پری دریایی          | پری دریایی                | امیرمسعود آقابابائیان            | ایران               |
| آخرین معامله        | Tuntematon mestari        | کالوس هارو                       | فنلاند              |
| روزهای نارنجی       | روزهای نارنجی             | آرش لاهوتی                       | ایران               |
| ساشا اینجا بود      | Čia buvo Saša             | ارنستاس یانکاوسکاس               | لیتوانی             |
| نجات‌یافتگان تابستان | Išgyventi vasarą          | ماریا کاوتارادزه                 | لیتوانی             |
| همچنان که می‌مردیم   | همچنان که می‌مردیم         | مصطفی سیاری                      | ایران               |
| رفیق کوچولو         | Seltsimees laps           | مونیکا سیمتس                     | استونی              |
| به بازی گرفته‌شدگان  | X – A rendszerből törölve | کارولی اوی مِساروش                | مجارستان            |

### بخش‌های جنبی

#### کلاسیک‌های مرمت‌شده
| عنوان                                    | عنوان اصلی                          | کارگردان(ها)               | کشور               | منبع   |
| ---------------------------------------- | ----------------------------------- | -------------------------- | ------------------ | ------ |
| طلسم                                     | طلسم                                | داریوش فرهنگ               | ایران              | [ ۱۹ ] |
| گردش در خیابان‌های مسکو                   | Я шагаю по Москве                   | گئورگی دنیلا               | اتحاد جماهیر شوروی | [ ۲۰ ] |
| ماجراهای اداره                           | Служе́бный рома́н                     | الدار الکساندرویچ ریازانوف | روسیه              | [ ۲۱ ] |
| استاکر                                   | Ста́лкер                             | آندری تارکوفسکی            | روسیه              | [ ۲۲ ] |
| پرده آخر                                 | پرده آخر                            | واروژ کریم‌مسیحی            | ایران              | [ ۲۳ ] |
| جاده‌های سرد                              | جاده‌های سرد                         | مسعود جعفری جوزانی         | ایران              | [ ۲۴ ] |
| دایی وانیا                               | Дядя Ваня                           | آندری کونچالوفسکی          | روسیه              | [ ۲۵ ] |
| در آسایش نزد بیگانگان، بیگانه‌ای نزد خویش | Свой среди чужих, чужой среди своих | نیکیتا سرگیویچ میخالکوف    | اتحاد جماهیر شوروی | [ ۲۶ ] |
| درسو اوزالا                              | デルス·ウザーラ                     | آکیرا کوروساوا             | روسیه              | [ ۲۷ ] |
| دونده                                    | دونده                               | امیر نادری                 | ایران              | [ ۲۸ ] |
| دیده‌بان                                  | دیده‌بان                             | ابراهیم حاتمی‌کیا           | ایران              | [ ۲۹ ] |
| سواری به نام مرگ                         | Всадник по имени Смерть             | کارن شاه‌نظرف               | روسیه              | [ ۳۰ ] |

## جوایز
اختتامیهٔ جشنواره در ۵ اردیبهشت ۱۳۹۸ با معرفی برندگان در تالار وحدت انجام شد. باران نیک‌رو مجری اختتامیهٔ بود. فهرست برگزیدگان جشنواره به این شرح است:

### سینمای سعادت
- سیمرغ زرین بهترین فیلم: جوان روس اثر الکساندر زولوتوخین
- سیمرغ سیمین جایزهٔ ویژهٔ هیئت داوران برای بهترین دستاورد هنری: جینگ ژیانگ لی برای طراحی لباس پرنده بهاری
- سیمرغ سیمین بهترین کارگردانی: سروش صحت برای جهان با من برقص
- سیمرغ سیمین بهترین فیلمنامه: گرنوت کرا و اولیور هافنر برای واکرسدورف
- سیمرغ سیمین بهترین بازیگر زن: مارتینا آپوستولووا برای ایرینا
- سیمرغ سیمین بهترین بازیگر مرد: جسپر کریستنسن برای پیش از ژاله
- دیپلم افتخار بهترین بازیگر مرد: علی مصفا برای جهان با من برقص
- سیمرغ سیمین بهترین فیلم کوتاه: افراط منجی ماست اثر مورگان زیورلا-پتی

### جلوه‌گاه شرق
- تندیس بهترین فیلم بلند آسیایی: جای خالی دوست اثر محمدعلی طالبی
- دیپلم افتخار بهترین فیلم بلند آسیایی: شکستن همزمان بیست استخوان اثر جمشید محمودی
- تندیس بهترین کارگردان آسیایی: هو منگ برای عبور از مرز
- تندیس بهترین فیلم کوتاه آسیایی: قربانی اثر مهدی محمدنژادیان

### جایزه نت‌پک
- خط باریک قرمز اثر فرزاد خوشدست

### دارالفنون
- سنگبال اثر آمین صحرایی[۳۳]

### جایزه محمد امین
- اعجاز خان برای حمید

### جایزه بین‌الادیان
- شکستن همزمان بیست استخوان اثر جمشید محمودی

### منتقدان بین‌المللی
- دیپلم افتخار بهترین فیلم بلند بخش آسیا: اعلان اثر محمود فاضل جوشکون

### صلح
- دیپلم افتخار صلح: امینه اثر ایمن زیدان

### بهترین فیلم اول
- جوان روس اثر الکساندر زولوتوخین